# Isodontia nigella
Isodontia nigella ist eine Grabwespe aus der Familie Sphecidae. Die Art wurde von dem englischen Entomologen Frederick Smith 1856 als Sphex nigellus beschrieben. Die Typusexemplare stammten aus Shanghai in China. Sphex xanthognathus Pérez, 1905 mit Yokohama in Japan als Fundort des Holotyps wurde später mit I. nigella synonymisiert.

## Merkmale
Die Grabwespen sind etwa 18 mm lang. Sie sind schwarz gefärbt. Das Gesicht ist weißlich behaart. Im Gegensatz zu I. mexicana weisen Körper und Flügel keinen Metallschimmer auf. Die in Südeuropa vorkommende Art I. splendidula besitzt ein teilweise rot gefärbtes Metasoma und ist dadurch klar von I. nigella zu trennen. Im Gegensatz zu I. paludosa, der zweiten südeuropäischen Art, weist I. nigella eine geringere Körpergröße und einen längeren Petiolus (Stielchenglied) auf. Der Petiolus von I. nigella ist im Gegensatz zu I. paludosa gebogen. Das Propodeum der Weibchen von I. nigella ist nur geringfügig in Querrichtung gerunzelt. Der Hinterrand des Clypeus der Weibchen besitzt in der Mitte einen bemerkenswerten schmalen aber tiefen Einschnitt. Der Clypeus der Männchen weist mittig am Hinterrand einen undeutlichen Einschnitt auf. Die Ausprägung der männlichen Genitalien ist charakteristisch für die Art.

## Verbreitung
Isodontia nigella ist in der Ostpaläarktis (Japan, Korea, Region Primorje in Russland, China), Orientalis (Indien, Vietnam, Indonesien) und im östlichen Teil Australiens heimisch. 2021 wurde die Art auf der Halbinsel Krim erstmals nachgewiesen.

## Lebensweise

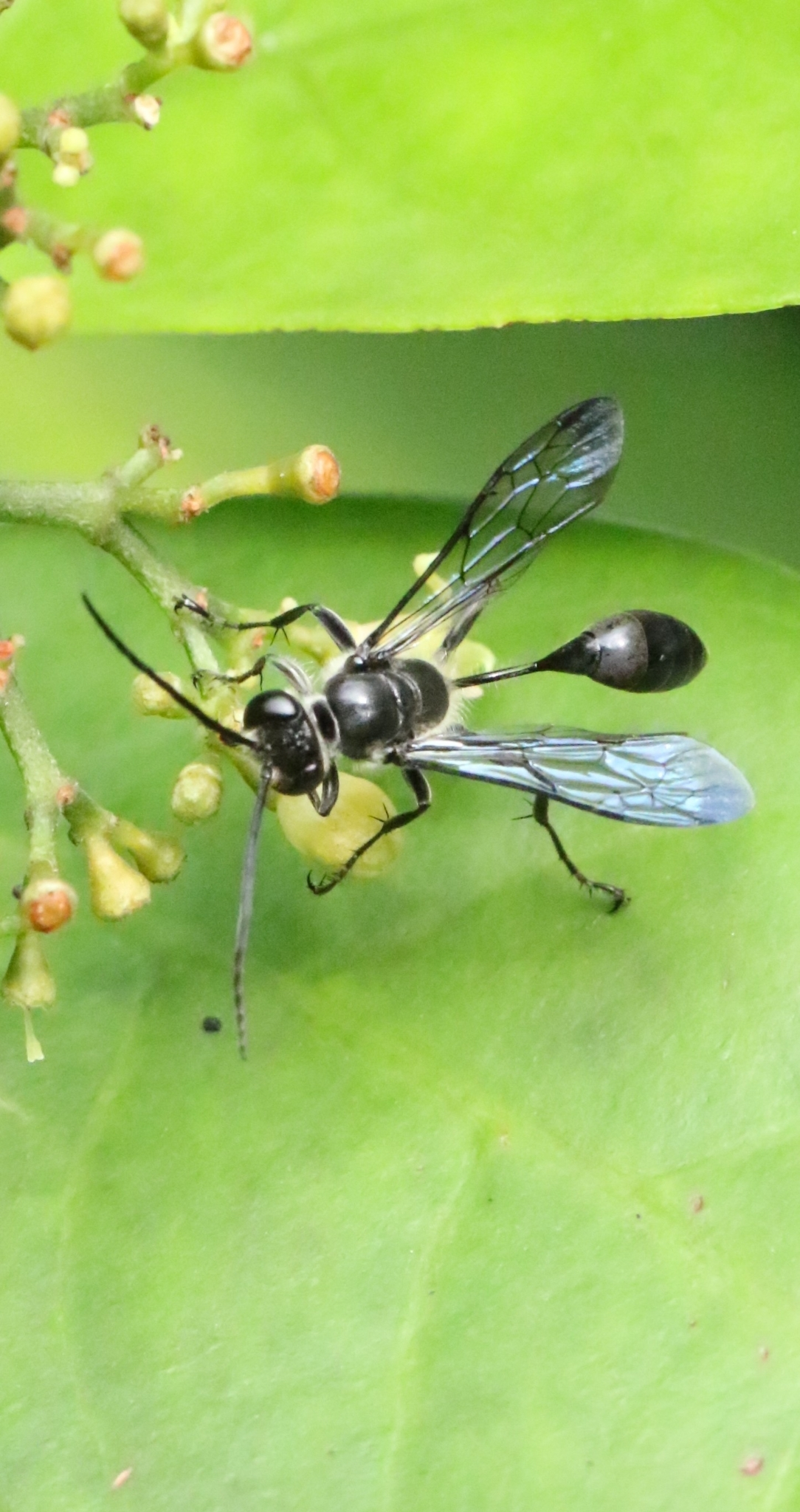
Isodontia nigella in Hong Kong

Die Weibchen von Isodontia nigella legen ihre Brutzellen in hohlen Pflanzenstängeln an, insbesondere in Schilfrohr. Die Trennwände zwischen den Brutzellen sowie der Verschluss werden mit Grashalmen und -blättern angelegt. Die Brutzellen werden mit Larvenproviant versorgt. Bei den Studien auf der Halbinsel Krim wurde festgestellt, dass dieser fast ausschließlich aus Weinhähnchen (Oecanthus pellucens) aus der Familie der Echten Grillen besteht und nur in geringem Umfang aus Vierpunktigen Sichelschrecken (Phaneroptera nana) und Anadrymadusa retowskii, beide aus der Familie der Laubheuschrecken. Die Brutzellen mit weiblichen Eiern waren nach Fateryga et al. fast durchweg hinter denen der Männchen angeordnet. Fateryga et al. beobachteten bei den geschlüpften Grabwespen eine Geschlechterverteilung von vier Männchen auf ein Weibchen. Laut Fateryga et al. bildet I. nigella zwei Generationen im Jahr, wobei die Präpuppen der zweiten Generation überwintern. Im Folgejahr erschienen zuerst die Männchen (Mitte Juni) und im Anschluss die Weibchen (zweite Junihälfte bis Anfang Juli). 
Als Brutparasiten von I. nigella wurden von Fateryga et al. Melittobia acasta, eine Erzwespe aus der Familie Eulophidae, sowie Zweiflügler aus der Familie der Wollschweber (Bombyliidae) bestimmt. In Ostasien ist die Erzwespe Leucospis sinensis als Parasitoid von I. nigella bekannt.